# Społeczna krzywa obojętności
Społeczna krzywa obojętności – krzywa łącząca kombinacje dwóch dóbr, które dają taki sam poziom zadowolenia określonej społeczności.
Społeczna krzywa obojętności ma podobne właściwości, co krzywa obojętności wprowadzona do ekonomii pod koniec XIX wieku przez Anglika F.I. Edgewortha. Jest wypukła, co uzasadnia fakt, że społeczność jest bardziej skłonna zrezygnować z mniejszej ilości jednego dobra dla uzyskania większej ilości drugiego dobra. Charakteryzuje się zmniejszającą się krańcową stopą substytucji.
Punkt równowagi gospodarki znajduje się w punkcie styczności krzywej możliwości produkcyjnych i społecznej krzywej użyteczności najbardziej oddalonej od początku układu współrzędnych.